# Frank John Hughes
Frank John Hughes é um ator americano nascido no dia 11 de novembro de 1967, no Bronx, em Nova Iorque nos Estados Unidos. Sendo mais conhecido por sua interpretação de Wild Bill Guarnere na minissérie da HBO Band of Brothers, Tom Fox em Catch Me If You Can, Tim Woods, em 24 Horas e Walden Belfiore em The Sopranos.

## Vida e carreira
Nascido no Bronx, Hughes estudou composição de jazz na Berklee College of Music em Boston, antes de fazer sua estréia no cinema no filme True Convictions de Robert Celestino (1991).
Desde então, ele atuou em filmes como Bad Boys (1995) com Will Smith, Lonely in America (1991), The Funeral (1996), Low Layin (1996), Mr. Vincent (1997) (pelo qual ganhou aclamação da crítica em massa no Sundance Film Festival por seu papel como John Vincent), Urban Jungle (1999), Ladrões (2000), Anacardium (2001) (pelo qual ganhou Melhor Ator no Festival de Cinema Independente de Nova York) e Catch Me If You Can (2002) atuando com Tom Hanks e Leonardo DiCaprio.
Ele também está em Yonkers Joe, de Robert Celestino, atuando com Chazz Palminteri e Christine Lahti, e em Righteous Kill de Jon Avnet, com Robert De Niro e Al Pacino.

## Trabalhos na Televisão e Video Game
Um veterano de inúmeras aparições na televisão, Hughes, foi visto recentemente em The Sopranos, da HBO, como Walden Belfiore um soldado da família Soprano.
Hughes também recebeu grande reconhecimento internacional por sua interpretação de Wild Bill Guarnere na minissérie da HBO, Band of Brothers (2001), que ganhou o Globo de Ouro e prêmios Emmy de Melhor Minissérie.
Além de ter estrelado na série Players(1997) de Dick Wolf e em LAX para a NBC. Outras aparições incluem: Cover Me, Law & Order, Homicide: Life on the Street, Feds, Without a Trace, Monk, Boomtown Rats, Kings of South Beach, Curb Your Enthusiasm, The Path to 9/11, Law & Order: Criminal Intent, o jogo de vídeo game Call of Duty 2: Big Red One e muitos outros.

## Últimos trabalhos
Em 2009, Hughes, se juntou ao elenco da série "24 Horas" como o secretário de Segurança Interna Tim Woods.